# 秋田啓
秋田 啓（あきた けい、Akita Kei、1990年2月22日 - ）は、日本の男子車いすバスケットボール選手。ポジションはセンター。男子車いすバスケットボールチーム「岐阜SHINE（シャイン）」所属。車いすバスケットボール男子日本代表選手。

## 来歴
岐阜県不破郡垂井町出身。高校卒業後、18歳の時にバイク事故で下肢の切断と不全麻痺を負う。（左下腿切断＆右下腿神経断裂）により車いす生活となる。（義足を着ければ歩行可能）｡2年程入退院を繰り返した後に、自らインターネットで探し見つけた関市の車いすバスケットボールチーム「岐阜SHINE」に加入。競技開始後3年目にU23日本代表に選出される。競技開始7年目の2017年に日本代表（A代表）に初選出され、ヨーロッパ遠征、世界選手権,アジアパラリンピック,三菱電機ワールドチャレンジカップ（MWCC）やアジアオセアニアゾーンチャンピオンシップス（AOZ）に出場した。同年12月、あいおいニッセイ同和損保に入社。2018年世界選手権でチーム内2位の総得点67得点を記録。2021年、東京パラリンピックに出場し、銀メダルを獲得した。
身長190センチある上に車いすの片輪を上げる「ティルティング」で最高220センチの高さを出すことができ、ゴール下でのプレーを得意とする。
2022年8月30日、ドイツ、ブンデスリーガのRBC Koln 99erに移籍を発表。2022年9月から2023年3月までの契約と発表された。

## 主な日本代表歴
- 2017 アジアオセアニアチャンピオンシップス 3位
- 2018 IWBF車いすバスケットボール世界選手権 9位
- 2018 アジアパラ競技大会 準優勝
- 2019 アジアオセアニアチャンピオンシップス 4位
- 2021 東京パラリンピック 2位